# Lama di fuoco
Lama di fuoco è un romanzo, seguito di Icemark, scritto sempre da Stuart Hill ed edito da Fabbri Editori nel 2006. Il romanzo riprende la storia della principessa Thirrin e di suo marito Oskan, che anche questa volta avranno incontri molto strani ma amichevoli. Un libro semplice ed avventuroso, sia lettura per ragazzi, che per adulti con quel pizzico di umorismo sempre ben voluto.

## Trama
La regina Thirrin, sposatasi con Oskan lo Stregone, ha avuto cinque figli:
- Cressida, l'erede al trono, è molto protettiva nei confronti del fratellino Charlemagne, o "Sharley", come lo chiamano i fratelli
- due gemelli, Eodred e Cedric, giovani soldati, ridono e scherzano sempre
- Charlemagne, giovane di quattordici anni affetto dalla poliomielite, trascina una gamba
- Medea, che ha ereditato dal padre il Dono, è gelosa di tutti i suoi fratelli e odia in particolar modo Charlemagne, accusato da lei di averle rubato l'amore dei genitoti

Scipio Bellorum vuole tentare di nuovo di conquistare Icemark, e allora Thirrin manderà Charlemagne, che a causa della polio non può combattere, a portare la popolazione di Icemark in una terra sicura, il Continente Meridionale. Poco prima che ciò avvenga, Oskan ha una visione: Charlemagne tornerà brandendo un'invincibile arma, la Lama di Fuoco. Charlemagne dovrà portare gli esuli di Icemark nelle terre del Popolo del Deserto che ha offerto rifugio a coloro non in grado di affrontare la guerra. Dopo essere arrivato nel Regno del Deserto, Charlemagne scopre di essere in mezzo a una trattativa per incontrare il sultano Haroun Nasrid il Magnifico che con varie difficoltà lo aiuterà. Superato ciò dovrà superare un'ultima tappa per poter ritornare a Icemark e beneficiare dei suoi nuovi poteri di Principe Reggente degli Esuli e comandante dell'esercito contro Bellorum e l'Impero Polypontus.
Arrivarci però non sarà facile in quanto la sorella Medea sta tramando alle spalle della famiglia e scatena una vera e propria tempesta contro la nave trasportante gli esuli. Il brano si conclude con il fortunato arrivo di Charlemagne in tempo prima dell'invasione finale di Bellorum con un altrettanto fortunato esercito che sbaraglierà completamente i reparti nemici.
L'Alleanza si sta riunendo: vampiri, uomini-lupo, uomini, Leopardi delle Nevi; Lusu, guerrieri del deserto e la casa Scudotiglio sono pronti a combattere.

## Edizioni
- Stuart Hill, Lama di Fuoco, traduzione di Puricelli Guerra E., collana Narrativa, Fabbri Editori, 2006,  pp. 681, cap. 39, ISBN 88-451-1934-3.